# Sarabande (Reiten)
Die Sarabande ist eine Lektion der hohen Schule der Reitkunst, bei der das Pferd mehrere Courbetten kreuzförmig vor- und rück- sowie seitwärts springt. Sie gilt als die wohl schwierigste Schule.